# غوردون ستيفنسون
غوردون ستيفنسون (بالإنجليزية: Gordon Stephenson) هو مهندس معماري أسترالي، ولد في 6 يونيو 1908 في ليفربول في المملكة المتحدة، وتوفي في 29 مارس 1997.